# Boucoiran-et-Nozières
Boucoiran-et-Nozières è un comune francese di 749 abitanti situato nel dipartimento del Gard, nella regione dell'Occitania.

## Società

### Evoluzione demografica
Abitanti censiti